# Cryptomeigenia longipes
Cryptomeigenia longipes är en tvåvingeart som först beskrevs av Thompson 1968.  Cryptomeigenia longipes ingår i släktet Cryptomeigenia och familjen parasitflugor. Inga underarter finns listade i Catalogue of Life.